# Platanthera psycodes
Platanthera psycodes  es una especie de orquídea de hábito terrestre originaria de Norteamérica.

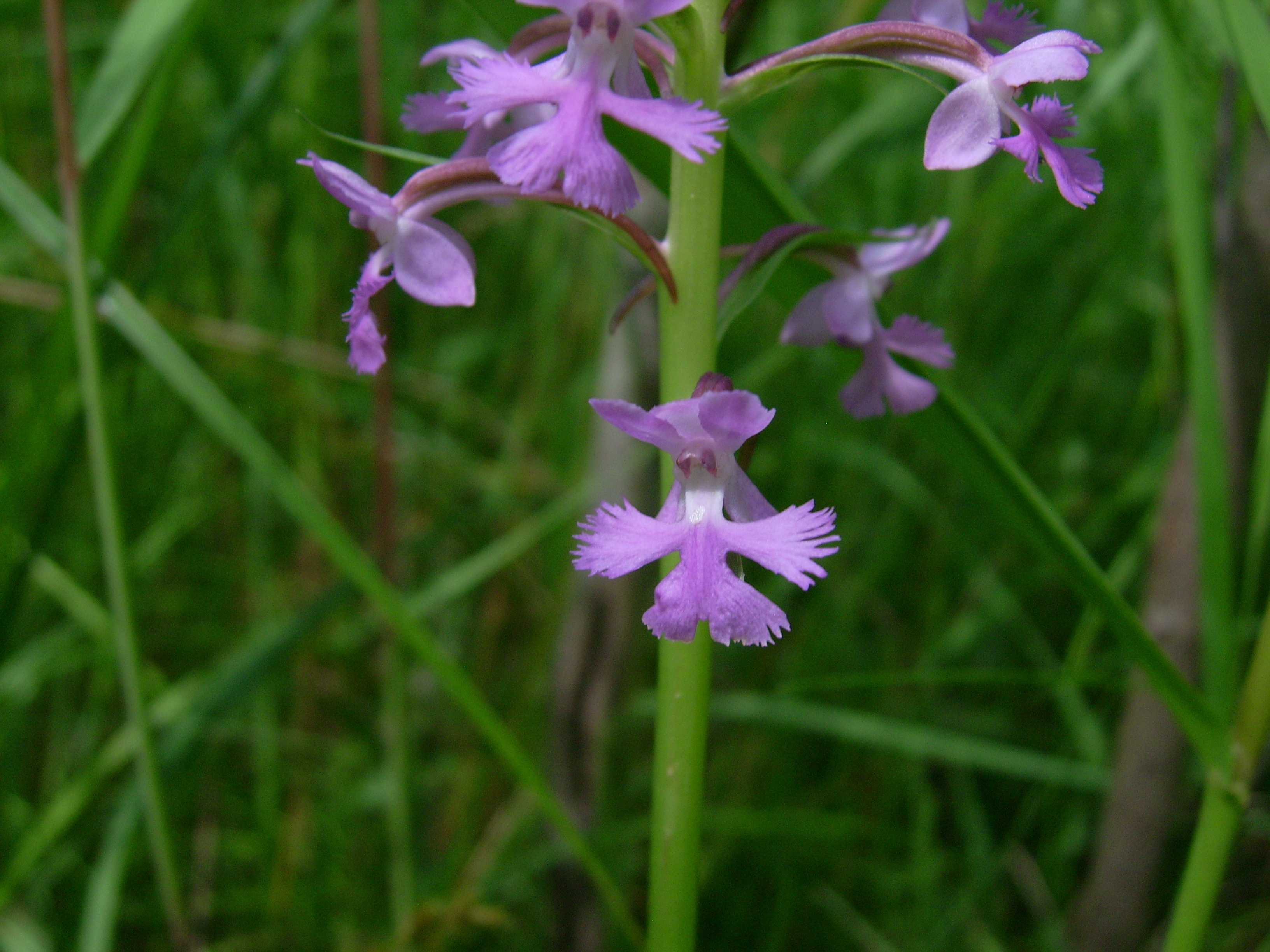
Detalle de la flor

## Descripción
Las especies de Platanthera se distinguen de las de Orchis y de las de Habenaria, por la ausencia de procesos estigmáticos, al poseer un espolón nectarífero para atraer a los insectos polinizadores. Otra característica diferenciadora es la de sus raíces tubérculos ovoideas. 
Platanthera psycodes es una orquídea de gran tamaño, de hábito terrestre que prefiere el clima fresco y se encuentra en matorrales, praderas húmedas, pantanos y ciénagas de la región oriental hasta el centro de EE. UU. y Canadá, con numerosas raíces carnosas y basales y de 2 a 5 hojas, conduplicadas, elípticas a lanceoladas, agudas, con quilla en la parte posterior y de color verde oscuro con vainas basales y flores en una inflorescencia de 20 a 80 cm de largo, erguida, con 20 a 50 flores, en racimos. Las flores fragantes se producen en el verano.

## Taxonomía
Platanthera psycodes fue descrita por (Carlos Linneo) Lindl. y publicado en The Genera and Species of Orchidaceous Plants 294. 1835.
Etimología
El nombre genérico Platanthera deriva del griego y se refiere a la forma de las anteras de las flores ("flores con anteras grandes, planas"). 
Sinonimia
- Blephariglottis psycodes f. albispicata House (1923)
- Blephariglottis psycodes Rydb. (1901)
- Fimbriella psycodes (L.) Butzin (1981)
- Habenaria fissa (Muhl. ex Willd.) Spreng. (1826)
- Habenaria psycodes (L.) Spreng. (1826)H*
- Habenaria psycodes f. albiflora R. Hoffm. (1922)
- Habenaria psycodes f. ecalcarata (M.M. Bryan) Dole (1937)
- Habenaria psycodes f. varians (M.M. Bryan) Fernald (1946)
- Habenaria psycodes var. ecalcarata M.M. Bryan (1917)
- Habenaria psycodes var. varians M.M. Bryan (1917)
- Habenaria racemosa Raf. (1820)
- Orchis fissa Muhl. ex Willd. (1805)
- Orchis incisa Muhl. ex Willd. (1805)
- Orchis psycodes L. (1753)[3]